# Râul Rața, Câlnău
Râul Rața este un curs de apă, afluent al râului Câlnău. 